# Báo lá cải

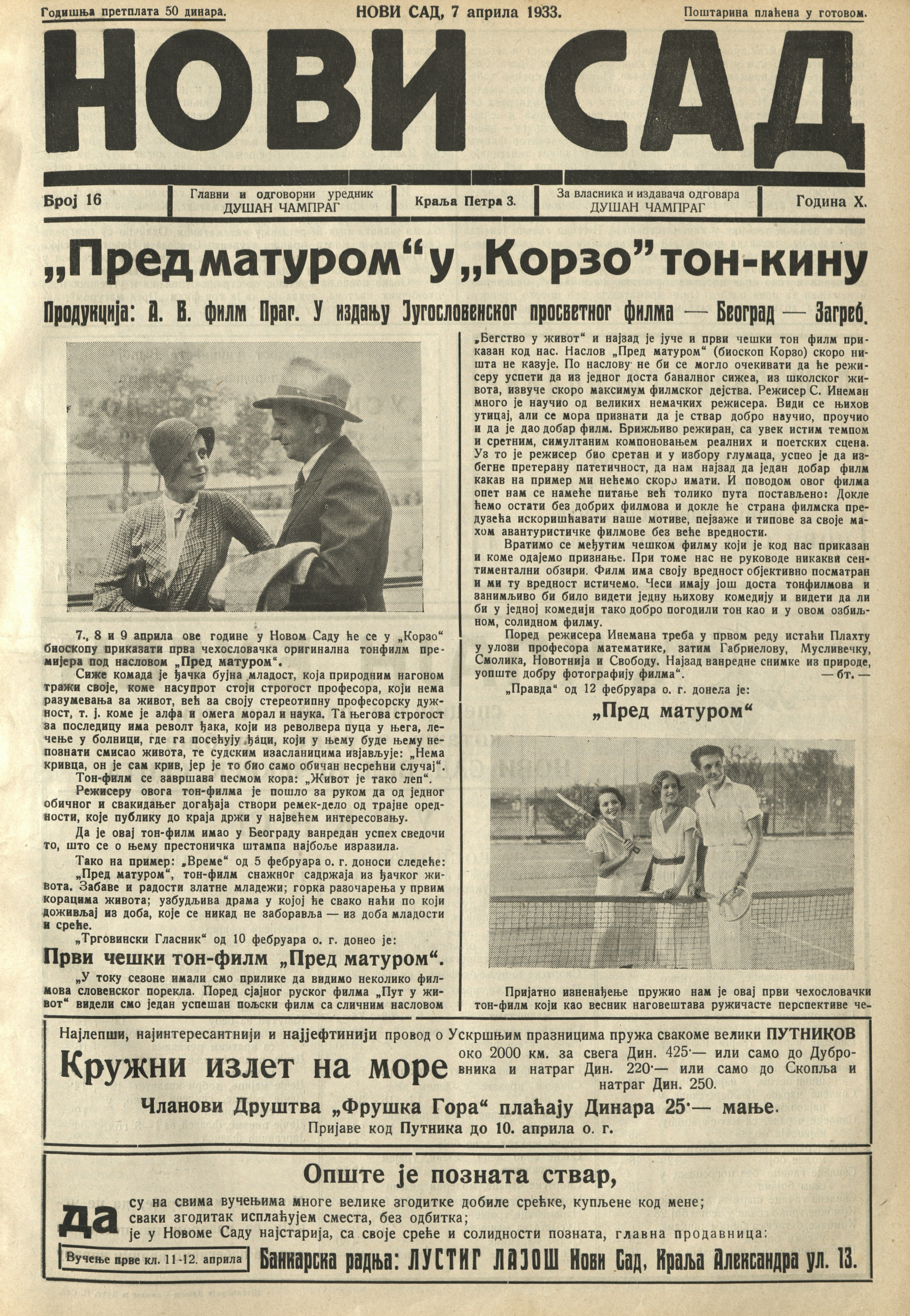
Một ấn phẩm báo lá cải ở khổ rộng.

Báo lá cải là một khái niệm để chỉ phong cách của báo chí theo phong cách tin giật gân, theo đó những tin tức sẽ được dàn dựng để trở nên kịch tính hóa và đôi khi không thể kiểm chứng được, hoặc thậm chí là tin giả.  Báo lá cải đã trở nên thay đổi trong nhiều thập kỷ qua để bắt kịp với tin tức và xu hướng hiện thời, trong đó có việc phát hành loại báo khổ nhỏ thay vì báo khổ rộng và chuyển định dạng từ báo giấy sang nền tảng mạng trực tuyến với các tiêu đề bài báo giật tít nhằm thu hút người xem.

## Báo Scandal
Báo Scandal được coi là tiền thân của báo lá cải. Vào khoảng những năm 1770, các tờ báo Scandal đã xuất hiện ở London và ở Mỹ từ những năm 1840. Mục sư Henry Bate là biên tập viên đầu tiên của một trong những tờ báo Scandal sớm nhất, The Morning Post. Tờ báo Scandal phổ biến nhất ở Hoa Kỳ ở thời điểm đó là National Police Gazette.
Những tờ báo Scandal vào đầu thế kỷ 20 thường là những tờ báo rẻ tiền có độ dài khoảng từ 4 đến 8 trang, chuyên viết về những điều tục tĩu và mang tính xúc phạm, đôi khi còn được dùng để truyền bá tư tưởng chính trị, quan điểm về một cá nhân hay tổ chức hoặc kiếm tiền/tống tiền.

## Báo lá cải siêu thị
Tại Hoa Kỳ và Canada, Báo lá cải siêu thị là phiên bản mang tính quốc gia của những tờ báo lá cải và thường được xuất bản hàng tuần. Loại báo này được đặt ở những vị trí nổi bật dọc theo các hàng thanh toán của siêu thị.
Những tờ báo lá cải này - chẳng hạn như The Globe hay National Enquirer - thường sử dụng chiến thuật gây hấn và ác ý để kiếm tin cho họ. Không giống như các tờ báo lá cải thông thường, các tờ báo lá cải siêu thị sẽ được phân phối rộng rãi thông qua kênh phân phối tạp chí giống như các tạp chí hàng tuần khác và các loại sách bìa mềm trên thị trường.

## Red tops
Thuật ngữ "red tops" dùng để chỉ các tờ báo lá cải của Anh có tiêu đề màu đỏ, chẳng hạn như The Sun, Daily Star, Daily Mirror và Daily Record.

## Báo lá cải hiện đại
Báo lá cải đã trở nên thay đổi trong nhiều thập kỷ qua để bắt kịp với tin tức và xu hướng hiện thời, trong đó có việc chuyển đổi khổ báo từ báo khổ rộng sang báo khổ nhỏ và chuyển định dạng tin tức từ báo giấy sang các nền tảng mạng trực tuyến nhằm tăng khả năng tiếp cận, thu hút người xem. Với sự sụt giảm qua thời gian của các tờ báo trả phí, khoảng trống đã được lấp đầy bởi các tờ nhật báo miễn phí được xuất bản chủ yếu ở dạng báo lá cải. Người đọc báo lá cải thường là thanh niên và các nghiên cứu cho thấy những người đọc báo lá cải thường có trình độ học vấn thấp. Đôi khi loại báo này có thể mang tính công kích cá nhân hay xuyên tạc sự kiện và bê bối.